# 신천지예수교 증거장막성전
신천지예수교 증거장막성전(新天地耶蘇敎 證據帳幕聖殿, 영어: Shincheonji Church of Jesus, the Temple of the Tabernacle of the Testimony), 간략하게 신천지(新天地)는 1984년 3월 14일에 이만희 교주(총회장)가 경기도 시흥군 과천면에서 창설한 신흥종교로, 현재 성도 수는 약 24만 명 이상으로 지속적으로 증가하고 있다. 대한민국의 개신교계는 이단으로 정죄하였고 일반적으로 사이비 종교로 분류한다. 신천지 예수교회는 자체 성경 교육기관인 시온기독교선교센터에서 계시 신학으로 성경교육을 받고 수료 시험을 합격해야 입교가 가능하다. 교육은 6개월 교육 기간 동안 창세기부터 요한계시록까지 초·중·고등 과정으로 나눠 진행되고 있다. 베를린에만 신도 500여 명이 활동하는 등 중국·일본·필리핀·캄보디아 등 아시아 16개국, 영국·독일·프랑스 등 유럽 9개국, 호주·뉴질랜드 등 오세아니아 2개국, 남아공 등 아프리카 5개국 등 전세계 40개국 33개 교회 및 109개 개척지로 활동하고 있다.

## 명칭
정식 명칭은 ‘신천지예수교 증거장막성전’이다. 일반적으로 신천지라고 불린다. ‘신천지’는 성경에 약속한 교단인 새 하늘 새 땅(요한계시록 21장 1절)의 약칭이다. ' '예수교'는 신천지 교회의 교주가 예수님이라는 의미를 담고 있고 '증거장막성전'은 계시록 성취 사건을 증거하는 곳과 하나님이 거하시는 거룩한 전(殿)이라는 의미로 요한계시록 15장 5절에 약속된 성전이라는 뜻이다.

## 역사

### 창립과 초기 (1984~1989)
신천지예수교회는 1984년 3월 14일 이만희 총회장(대표)의 주도로 창립되었다. 최초 성전은 동산아파트 지하 성전에서 시작되었으며, 교단의 운영을 위한 ‘신천지 성헌’을 공표하였다. 이후 『천국 비밀 계시록의 진상』, 『성도와 천국』 등의 도서를 발간하면서 교리를 체계화하고, 전국 각지에 지교회를 설립하여 신도 및 조직을 확장해 나갔다. 1988년 서울올림픽 당시 세계인들에게 신천지를 홍보하였으며, 초기 단계부터 월간지 발간, 산상 대성회 등 집회를 통해 교세를 서서히 넓혀갔다.

### 시온기독교선교센터 설립과 체계 확립 (1990~2000년대 초반)
1990년대에 들어 시온기독교선교센터를 설립하고 계시록 집회를 전국적으로 개최하면서 신도 교육 시스템을 본격화하였다. 1993년에는 신천지 단체 등록을 완료하고, 『천국 비밀 계시록의 실상』 등 교리서를 추가로 펴내면서 교단 색채를 더욱 공고히 했다.
1995년에는 7교육장, 12지파장, 24장로 임명 체계를 갖추어 내부 조직을 확립하였고, 1998년 이후 본부 성전 과천 입성 봉헌예배, 각종 상표·업무 표장 등록 등을 통해 공식적인 단체 운영의 기반을 넓혔다. 2001~2004년 사이에는 신문(‘시온의 나팔’) 창간, 자원봉사단 발족, 공식 홈페이지 개설 등 대외 소통도 본격화하였다.

### 국내외 확장과 온라인 사역 강화 (2005~2019)
2005~2008년 사이에는 독도 역사왜곡 규탄대회, 인터넷 라디오 방송 개국, 『천지창조』·『성경에 대한 계시와 주석』 등의 도서 발간, ‘하늘문화 예술체전’ 개최 등을 통해 사회·문화 활동을 확장하였다.
2009~2011년에는 ‘신천지 말씀대성회’를 전국 9개 도시에서 개최하고, 『계시록의 진상 이렇게 이루어졌다』 도서 발간, 인터넷 방송 확장 등을 통해 대중 접점을 넓혔다. 2012년 이후 유럽·미주·아프리카 등지에서 말씀대성회를 열고, 2013년 HMBC(하늘문화방송) 등 인터넷 방송을 개국했으며, 2014~2015년에는 청년 결의대회, 공개 세미나, 언론인 초청 간담회 등을 통해 교세를 알렸다.
2016~2019년에는 온라인 공개 세미나, ‘신천지 vs 한기총’ 교리 비교 행사, CBS 보도에 대한 대응 등 각종 이슈에 적극적인 입장을 표명하였다. 같은 시기 시온기독교선교센터의 대규모 수료식(10만 명 이상)과 국내외 교회 설립, 국내·외부 교단 및 목회자와의 교류 MOU 체결 등을 지속하며 신도 수 확장과 해외 지교회 설립이 활발히 이뤄졌다.

### 최근 동향 (2020년대~현재)
2020년 이후 코로나19 확산에 따른 온라인 예배·교육 시스템을 구축하였고, ‘코로나19 종식을 위한 지구촌 종교인 온라인 기도회’ 개최, 단체 혈장 공여 등 사회적 활동에 참여하였다. 또한 다국어(24개국 언어)로 송출되는 온라인 말씀 세미나를 개최하여 해외 교단 및 목회자들과의 교류를 활성화하고, 2022년에는 헌혈운동 및 청년 자원봉사단 ‘위아원’을 출범시키는 등 대외 봉사와 홍보를 병행하였다.
2023년에는 필리핀 마닐라 교회를 비롯해 국내외 여러 기성교회가 신천지예수교회로 간판을 교체하거나 협력교회로 등록하는 사례가 이어졌으며, 시온기독교선교센터 114기 수료식 등 대규모 행사도 열렸다. 2024년에는 115기 12지파 11만 수료식(총 111,628명)과 신천지 말씀 대성회를 각지에서 개최하였고, 해외·국내 교단 및 목회자들과 계시 복음 교류 MOU를 체결하며 교세 확장과 연합 활동을 이어가고 있다. 동시에 다양한 언어권(프랑스어 등)의 도서 및 전자책을 발간하고, 국제 줄다리기대회에 대한민국 국가대표로 출전하는 등 교단 활동 범위를 종교·문화·봉사 영역 전반으로 넓혀 가고 있다.

## 입교
입교를 위한 교육기관은 '시온기독교선교센터'라고 한다. 이를 약칭하여 선교센터라 하며, 입교하기 위해서는 수료 과정이 필요하다 '시온기독교선교센터'는 모두 무료로 운영되고 있다.

## 조직 및 구성
신천지 조직은 모세가 장막을 지을 때 하나님이 보여주신 대로 지었던 것처럼, 또 초림 때 예수님이 하나님이 하시는 일을 보고 행하신 것처럼, 계시록 성취 때 신약의 약속의 목자 신천지 총회장을 통해 요한계시록 4장에서 보이신 하늘 영계 조직을 그대로 본떠 이 땅에 창조하였다. 신천지의 조직 및 구성은 총회장을 중심으로 신천지 행정을 총괄하는 24개의 부서, 교육을 담당하는 7 교육장, 천국의 기초석이 된 예수님의 12제자의 이름을 이어 받은 12 지파장이 있다. 그리고 12지파장을 중심으로 12지파가 있으며 12지파 소속으로 지교회들이 있다.한편, 신천지의 교적부는 요한계시록에 기술된 생명책(생명록)에 대응된다. 생명책은 천국 호적으로 하나님께서 함께하시는 신약의 약속의 목자가 이끄는 교회가 천국이라고 한다면, 신약의 약속의 목자가 이끄는 교회의 교적부가 된다. 각 지역을 '교구'와 비슷한 개념인 '지파'로 나눈다.

### 12지파
12지파의 이름은 예수의 12제자의 이름을 딴 것이다.
- 서울야고보: 서울특별시 북부, 경기도 동북부(연천군, 동두천시, 의정부시, 포천시, 가평군, 남양주시, 구리시, 과천시)
- 요한: 서울특별시 남부, 경기도 남부
- 바돌로매: 서울특별시 서부, 경기도 서부
- 마태: 인천광역시
- 시몬: 서울특별시 북부, 경기도 서북부(파주시, 고양시)
- 빌립: 강원도, 충청북도 일대 ※ 다만 강원도 원주시 우산동의 빌립지파 건물은 원주 새로배움터로 간판을 바꿔 위장했다.[6]
- 맛디아: 충청북도, 충청남도, 대전광역시, 세종특별자치시
- 다대오: 경상북도, 대구광역시
- 안드레: 경상남도(밀양시, 남해군, 고성군, 창원시, 거제시 제외), 부산광역시(강서구 제외), 울산광역시, 제주도
- 부산야고보: 부산광역시 강서구, 경상남도(밀양시, 남해군, 고성군, 창원시, 거제시, 김해시)
- 도마: 전라북도
- 베드로: 전라남도, 광주광역시

## 절기 및 행사
신천지의 공식 절기는 1년에 4회이다. 창립기념일을 제외하면 구약성서의 출애굽 사건과 관련된 절기이고, 원칙적으로 문자 그대로의 날짜를 지킨다. 하지만, 현실적인 어려움으로 인해 해당 날짜가 들어있는 주의 첫날(일요일)에 지키는 것이 보통이다.

### 창립기념일(매년 3월 14일)
이만희 교주가 신천지를 창립한 날짜인 3월 14일을 기념하는 날이다.

### 유월절(매년 1월 14일)
구약성서에 표기된 날짜 그대로 1월 14일을 유월절로 지킨다. 유월절의 유래는 모세 때, 하나님께서 모세를 통해 애굽에 10가지 재앙으로 심판하시고, 그들에게 사로잡혀 있는 이스라엘 백성들을 어린양의 피와 살로 구원하신 사건을 기념하기 위한 절기이다(출 12:1-14, 레 23:5). 그러나 오늘날 신천지가 지키는 유월절 절기는 모세 때의 일을 기념하는 것이 아니라 2천년 전 예수님께서 약속하신 것으로(눅 22:14-20, 마 26:17-29) 하나님의 인도하심에 따라 계시 말씀(예수님의 피와 살)을 듣고 멸망자인 영적 바벨론(사망)에서 탈출하여 영적 곳간인 시온산(하나님의 나라 신천지예수교 증거장막성전) 곧 생명으로 나아온 것(계 17:14, 계 18:4, 계 16:12)을 기념하여 하나님께 감사를 올려 드리는 절기이다.

### 초막절(매년 7월 15일)
초막절의 유래는 하나님께서 모세를 통해 이스라엘 자손을 애굽 땅에서 나오게 하던 때에 초막(草幕)에 거하게 한 줄을 대대로 알게 하기 위하여 초막절을 제정하셨고, 이스라엘 백성들에게 대대로 지키게 하셨다(레 23:33-44).
모세 때에는 애굽에서 나온 이스라엘 백성들이 육적인 풀로 초막을 짓고 살았지만, 오늘날에는 사람을 풀로 비유(벧전 1:24 참고)하였으니, 영적 바벨론(진리가 없는 세상)에서 진리가 있는 신천지 앞으로 나온 신천지 성도들이 영적인 초막(=집)이며, 이곳에 성령이 거하므로 하나님께 감사를 올려 드리는 절기이다(사 40:6-7, 고전 3:16).

### 수장절
수장절의 유래는 모세 때 출애굽한 이스라엘 백성이 가나안 땅에 들어가 정착하게 된 후 육적 추수 때에 경작한 곡식을 거두어 곳간에 저장함으로 하나님께 감사를 올려드리는(출 23:14-17) 절기였다.
그러나 오늘날 추수 때에 지켜지는 수장절은, 모세 때의 율법적인 절기가 아니라 신약의 약속대로 추수되어 하나님의 나라 곳간(시온산 신천지예수교 증거장막성전)에 수장(收藏, 거두어서 저장)됨을 감사하며 하나님께 영광을 올려 드리는 절기이다. 학 2장에 하나님의 전(殿) 지대를 쌓던 날인 9월 24일을 수장절로 정하여 기념한다
```
※ 신천지의 3대 절기는 그림자와 같은 모세 때의 일이 아닌, 오늘날 계시록 성취 때의 실상 사건과 일을 기념하는 절기이다. 오늘날 구약의 날짜나 규례를 기준으로 삼지 않는 이유는, 구약의 율법 및 절기는 그림자에 불과하며 그 절기의 참된 의미가 중요하기 때문이다(골 2:16-17).
```

### 기타
1. 민다나오 평화 협정 기념일(1월 24일) 필리핀 민다나오 섬은 50년 동안 12만 명의 사망자와 수백만 명이 터전을 상실한 세계의 주요 분쟁 지역 중 하나이다. 2014년 1월 24일 이만희 HWPL 대표의 중재로 민다나오의 정치 및 종교 지도자가 대표로 서명하므로 민다나오의 평화를 위한 민간 차원의 협정이 체결되었다. 이후 현지에선 매년 1월 24일을 ‘HWPL 평화의 날’ 기념일로 선포했으며, 동시에 활발하게 민다나오의 평화 발전을 모색하며 이 평화 협정을 기념하고 있다. 또한 지역 학교 및 교육기관에서는 평화 교육을 시행하고 있으며, 여성과 청년들의 평화 의식 강화하는 활동을 통해 평화 실현을 위한 장기적인 토대가 구축되고 있다.
2. 지구촌 전쟁종식 평화 선언문 기념일(3월 14일) 2016년 3월 14일 오후 3시 14분에 공표된 '지구촌 전쟁종식 평화 선언문(DPCW, Declaration of Peace and Cessation of War)'은 이만희 HWPL 대표가 제시한 '조국통일선언문'과 '세계평화선언문'에 이어 발표된 지구촌 평화 실현을 위한 선언문이다. 본 문서는 이 대표와 세계 법조계 전문가로 구성된 HWPL 국제법제정평화위원회(ILPC, International Law Peace Committee)에 의해 작성되었다. 총 10조 38항으로 구성된 DPCW는 세계 평화의 기본 원칙을 담은 UN 헌장과 세계인권선언을 기초하면서도, 점증하는 종교, 민족에 의한 새로운 형태의 갈등을 예방, 해결하기 위한 조치들과 함께, 평화 실현을 항구적으로 지속하기 위한 국가, 기구 및 시민 등 지구촌 공동체 모두의 참여와 지지를 다루고 있다.
3. 세계평화선언문 기념일(5월 25일) 하나님의 뜻인 세계 평화를 이루기 위해 지정한 날로, 2013년 5월 25일 세계평화광복 선언문을 전 세계에 공표하였으며, 지구촌 곳곳에서는 전쟁 종식과 세계 평화를 촉구하기 위해 해마다 평화걷기대회 등의 행사로 이날을 기념한다. 세계평화광복 선언문을 기반으로 지구촌 전쟁종식 평화 선언문(DPCW) 10조 38항이 제정되어, 2016년 3월 14일 전 세계에 공표되었다. 이 DPCW 10조 38항이 전쟁종식 평화 국제법으로 제정되도록 현재 유엔에 결의안 상정을 준비 중이다.
4. HWPL 평화 만국회의 기념일(9월 18일) 2014년 9월 18일 대한민국 서울에 정치, 종교, 여성, 청년, 언론 등 전 세계 각계각층의 지도자들이 모여 평화를 위한 화합과 협력을 약속하고 실천을 다짐하였다. 이후 매년 9월 18일에 이뤄지는 평화 만국회의는 이 약속의 실천 사항들을 살펴보고 향후의 발전 계획을 논의하는 평화 축제로 자리매김하였다. 이 평화의 장을 통해 DPCW 10조 38항이 공표되었고 각국 정부 및 국제기구에서의 DPCW 지지가 확대되었다. 또한 종교 지도자들에 의한 경서 비교 연구가 시작되어 현재 세계 각지에서 종교연합사무실이 운영되고 있다. 세계 시민과 학생들을 위한 평화 교육이 시행되며, 평화의 소식을 전하는 언론 보도가 확대되고, 여성 및 청년을 중심으로 시민사회에 의한 평화 촉구 활동이 진행되고 있다.

## 비판과 논란

### 코로나19의 추가 진원지

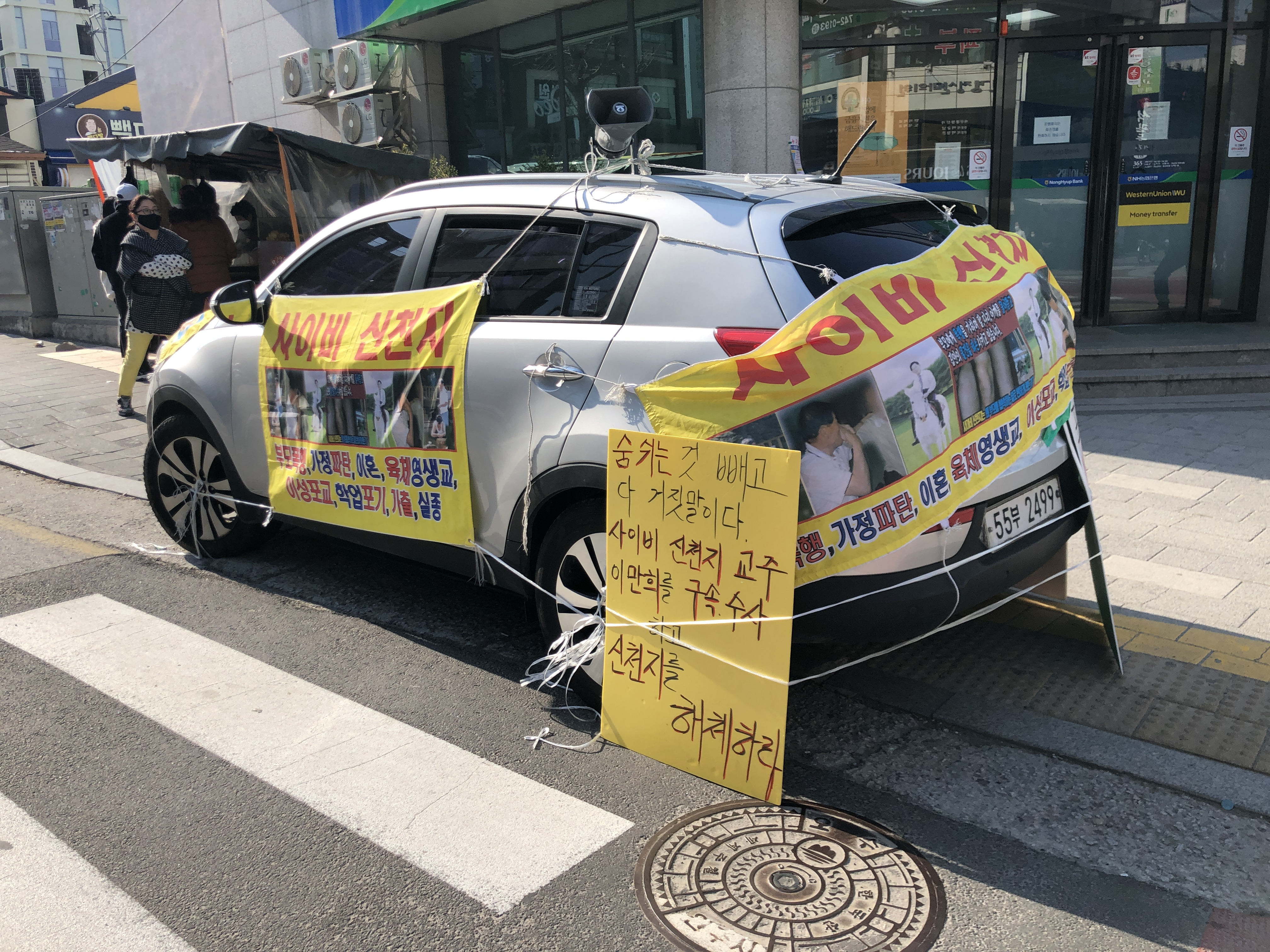
강원도 원주시의 한 차량에 신천지예수교회에 항의하기 위한 현수막이 내걸려 있다.

대구 신천지 교회에서 31번째 감염자가 확정된 이후에 38명 이상의 다수의 코로나19 집단 감염자가 발생하게 되었다. 대한예방의학회 코로나19 대책위원장인 국립암센터 기모란 교수는 교회의 경우도 극장등과 같이 다중 이용 시설로 지정하여, 환기 시설과 대피로 마련의 필요성을 강조하였다. 2015년 메르스 사태 때는 주로 병원감염이 있었지만, 코로나 바이러스가 교회에서 대규모로 감염된 사례는 교회를 다중 이용 시설로 지정해야 해야 한다는 의견을 불러일으켰다. 2020년 2월 20일까지 대한민국에서 확진된 코로나 환자 105명중 45%가 신천지 교회에서 발생하였다. 바이러스 31번 확진자가 신천지 교회에서 예배를 볼 때 460명이 같은 공간에 1시간 동안 함께 참석한 것으로 파악되어, 질병관리본부는 역학조사와 신천지 교회에 대한 방역 조치를 취하고 있다. 31번 확진자의 경우 2차 감염자이며, 신천지 교회에 슈퍼전파자(다수의 사람에게 바이러스를 전파하는 감염자)가 별도로 있을 것으로 질병관리본부는 그동안의 역학 조사 결과를 발표했다.
2020년 3월 3일 오전 기준으로, 전체 코로나19 환자의 약 70%가 신천지 교회를 통해서 감염되었다. 즉 신천지 대구교회 관련 확진자는 전체 확진자 4812명 중 3000명이 바이러스에 감염되었다.

#### 이만희 교주의 방역당국 협조 명령
이만희 교주는 코로나19 방역당국의 정책에 협조하라고 신도들에게 명령하였으며, "전도와 교육은 통신으로 하며, 당분간 신천지 모임을 피하자" 라고 공지하였다.
 그러나, 신천지 대구 경북 예배회는 긴급 공지라는 제목으로, 신천지 자체 통신망을 통해서, " 신천지 교회 참석후 아무 전화도 받지 말고 집에 있으세요"라는 요청 사항이 있었으며, 연락이 두절된 신천지 신도들에게 연락하여, 추가 전염병의 확산을 막으려는 보건 당국의 노력에 어려움을 더하고 있다. 신천지 교회의 대구 지역 신천지 교인 9334명 가운데 유증상자는 1248명으로 파악되었다. 그런데 교인들 670명은 행방을 찾을 수 없고, 연락이 두절되어 대구지역 경찰서의 형사 및 수사 인력 600명이 투입되어 거주지를 방문하는 등 위치를 파악하여 추가 코로나19 감염 및 전염을 예방하기 위해서, 보건당국과 긴밀히 협조하고 있다.

#### 기자회견에서의 논란
2020년 3월 2일 이만희 교주는 "평화의 궁전"에서 기자회견을 열어 "코로나 사건에 관련하여 최선의 노력을 했다. 그러나 다 막지 못했다. 국민 여러분께 사죄를 구한다"라고 밝혔다. 그런데 이만희 교주가 큰절을 하던 중 그가 차고 있던 시계가 논란이 되었는데, 박근혜 전 대통령의 이름이 쓰여져 있고 신천지가 정치적 목적이 있는 거 아니냐는 의혹이 제기되었다.
그러나 이만희 교주가 손목에 차고 있던 시계는 이만희 교주의 시계가 아니라 그날 한국장로회총연합 회장 황 장로가 채워 준 것이었고 그날 이만희 교주가 과천에 코로나19 검사를 받으러 가려고 하는데, 시계가 고장 난 것을 보고 자기 시계를 채워 준 것일 뿐, 이만희 교주의 시계가 아닌 것으로 밝혀졌다.

### 방송 및 언론보도
신천지를 비판하는 방송이 2007년과 2008년에 걸쳐 여러 차례 방영되었다. MBC에서는 2007년 5월 8일과 2007년 12월 25일 두 차례에 걸쳐 PD수첩을 통해 신천지에 대한 방송을 방영하였다. 방송에서는 신천지가 "신도의 가족에게 종교를 강요하였다", "가정을 파괴하도록 조장하였다", "이만희 본인은 방송에서 영생을 부인했으나 실제로는 신도들이 이만희씨가 영생을 한다고 믿고 있으며, 이만희씨도 신도에게 영생권을 써 준 사실이 있다"는 등의 내용으로 신천지를 비판하였다. 그리고 이 때부터 신천지예수교 증거장막성전이 본격적으로 대한민국에서 논란이 되기 시작했다. 이 방송과 관련하여 신천지 본부측의 MBC 문화방송에 대한 법정 소송결과, 2009년 10월 12일 서울고등법원의 법원조정 판결에 따라 MBC 문화방송이 2009년 10월 20일 PD수첩 방송 프로그램 첫머리에 '정정보도 1건 및 반론보도문'을 방송하였다.
2008년 6월에는 대전MBC의 시사보도프로그램인 시사플러스의 첫 방송으로 '누구를 위한 신천지인가?' 편을 방영하였으며,. 2011년 9월에는 광주방송의 시사고발프로그램인 '시사터치따따뿌따'에서도 전남대학교에서의 신천지의 포교활동을 보도하였다.
개신교 종교방송인 CBS는 '크리스천 Q'에서 신천지에 대한 방송을 2008년 2월 15일과 2008년 3월 14일에 실시하였다. 이후 CBS는 신천지 OUT! 사이트를 만들어, 신천지 대책 보도 운동을 지속적으로 진행했다. 2015년 3월 16일부터는 4주 간 월요일과 화요일에 신천지예수교 증거장막성전을 비판적으로 다룬 8부작 특집 다큐멘터리 《신천지에 빠진 사람들》을 제작해 방영했다.
이에 대해 신천지와 방송에 노출된 신천지 교인은 “방송내용 상당부분이 허위이며, 방송으로 인해 명예 훼손·인격권 침해 등을 당했다”며 CBS 등을 상대로 1억원(신천지 최종 청구액 기준)의 손해배상 청구 소송을 제기했으며 2년 넘게 법적 공방을 벌여왔다.
대법원 제2부(주심 권순일)는 신천지가 재단법인 CBS 등을 상대로 제기한 소송에서 상고를 기각하고 CBS는 정정보도 1건·반론보도 8건을 하고 손해배상 800만원을 신천지에 지급하라”는 원고 일부 승소를 판결한 2심을 확정했다. 2015년 3~4월 8부작으로 방송된 CBS TV 프로그램 ‘관찰보고서: 신천지에 빠진 사람들’은 이번 대법원 판결을 통해 일부 내용이 허위·왜곡보도된 것으로 최종 결론났다. CBS는 신천지 관련 왜곡보도로 올해만 두 번째 대법원에서 정정·손해배상 판결을 받았다.

### 건축법 위반
전북 익산시의 예식장, 강원도 원주시의 한광빌딩(우산동), 그 외의 건물을 불법 매입하여 논란이 되었다. 

## 기독교와의 관계
기독교의 신도가 신천지로 대거 이탈되는 사건이 많아 '신천지 추수꾼 출입 금지'라는 문구를 교회 및 기독교 재단 학교에 걸며 각별히 경계하는 부분을 보인다.
신천지에서 주장하는 바로는 기독교와 영적인 전쟁을 치르고 있고, 싸워서 이겼다고 주장하고 있다. 그 근거로는 기독교는 신천지의 성장을 막지 못하였고 기독교 교인의 수는 감소하고 있기 때문이라고 주장하였다.
기독교에서는 신천지를 없애고자 하였지만 실패한 것은 사실이다. 다만 코로나로 인한 법인 취소, 교인 대거 이탈을 미루어 보았을 때 신천지의 성장을 저해한 것은 확실하게 보였다.
기독교에서는 이단상담소를 운영하며 신천지 및 이단 교단에 다니는 교인들을 빼내 오고자 한다.
신천지에서는 이단상담소가 강제 개종교육을 한다며 대한민국 헌법에 명시된 종교의 자유를 침해한다고 주장하였다. 또한 이단 상담소가 상담을 명목으로 돈을 번다고 주장하였다. 실제 이단 상담소는 적게는 40~50, 보통 100만 원 단위로 돈을 받는다.
기독교와 신천지는 서로가 싸우고 경계하는 입장에서 제대로 된 정보가 나오기는 어렵다. 신천지에서 보여주는 수치나 기독교에서 제공하는 정보 또한 다 믿을 수 있는 것은 아니다.

## 기독교 교단의 입장
장로회와 감리교, 성결교회 등 개신교 교단들은 이미 1990년대부터 지속적으로 신천지예수교 증거장막성전을 이단으로 규정하고 있다.
천주교회 또한 2011년 이후부터 몇몇 교구에서 신천지 신도(흔히 추수꾼이라 한다.)들에 의한 피해가 일어나 경계 및 주의령을 발표하고 있다. 특히 신천지예수교 증거장막성전의 신도 수가 많은 베드로 지파가 있는 전라남도와 광주광역시에 위치한 광주대교구에서는 더 각별한 주의를 요망하기도 했다. 2011년 12월 19일 광주대교구는 신천지에 대한 주의를 요청하는 공문을 발표했으며 2012년 5월 인천교구도 성당들을 통해 신천지의 천주교 신자에 대한 주의 경계를 할 것을 요청하기도 하였다. 그리고 신천지를 경계하라는 홍보물도 제작해서 배포하고 있다.

## 관련 사건
- 2012년 12월 13일, 대한민국 제18대 대통령 선거를 앞두고 김용민은 새누리당 박근혜 후보가 이 종교와 연관 있다는 의혹을 제기하였고,[35] 같은 날 새누리당은 사실이 아니라며 김용민을 고발하였다.[36] 이후, 한국기독교총연합회는 박근혜 후보가 이 종교와 관련 있다는 주장은 허위라는 성명을 발표하였다.[37]
- 2020년 2월 18일, 코로나19에 감염된 31번째 환자가 다녀간 신천지 대구교회가 폐쇄되었다. 2일 오후에는 2000명 이상의 확진자가 나타났으며 31번째 환자와 접촉했다고 밝혔다. (3월 2일 오후14시 기준)[38]
- 2024년 12월 12일,  선운사 성보박물관에서  ‘평화불교아카데미’ ‘중앙불교협의회’ 등의 단체로 위장하여 자원봉사를 통해 산중사찰에 조직적으로 접근하고 있다는 사실이 밝혀졌다.[39]

## 관련 기관 및 시설
- 시온기독교선교센터
- 사단법인 하늘문화세계평화광복(Heaven culture, World peace, Restoration of Light, HWPL)
- 세계여성평화그룹(International Women's Peace Group, IWPG)
- 천지일보 - 신천지예수교회 신도들의 언론사다.
- 평화의 궁전 - 경기도 가평군 청평면에 있는 신천지예수교 증거장막성전의 시설이다.

## 사진

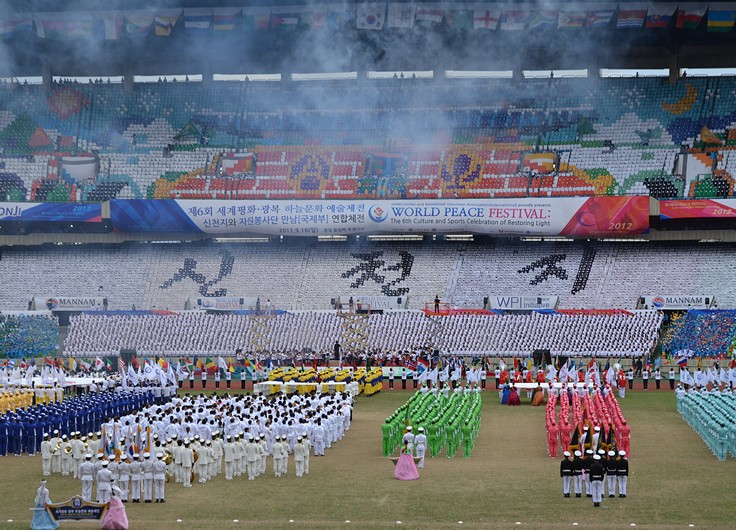
2014년 6회 하늘문화예술체전
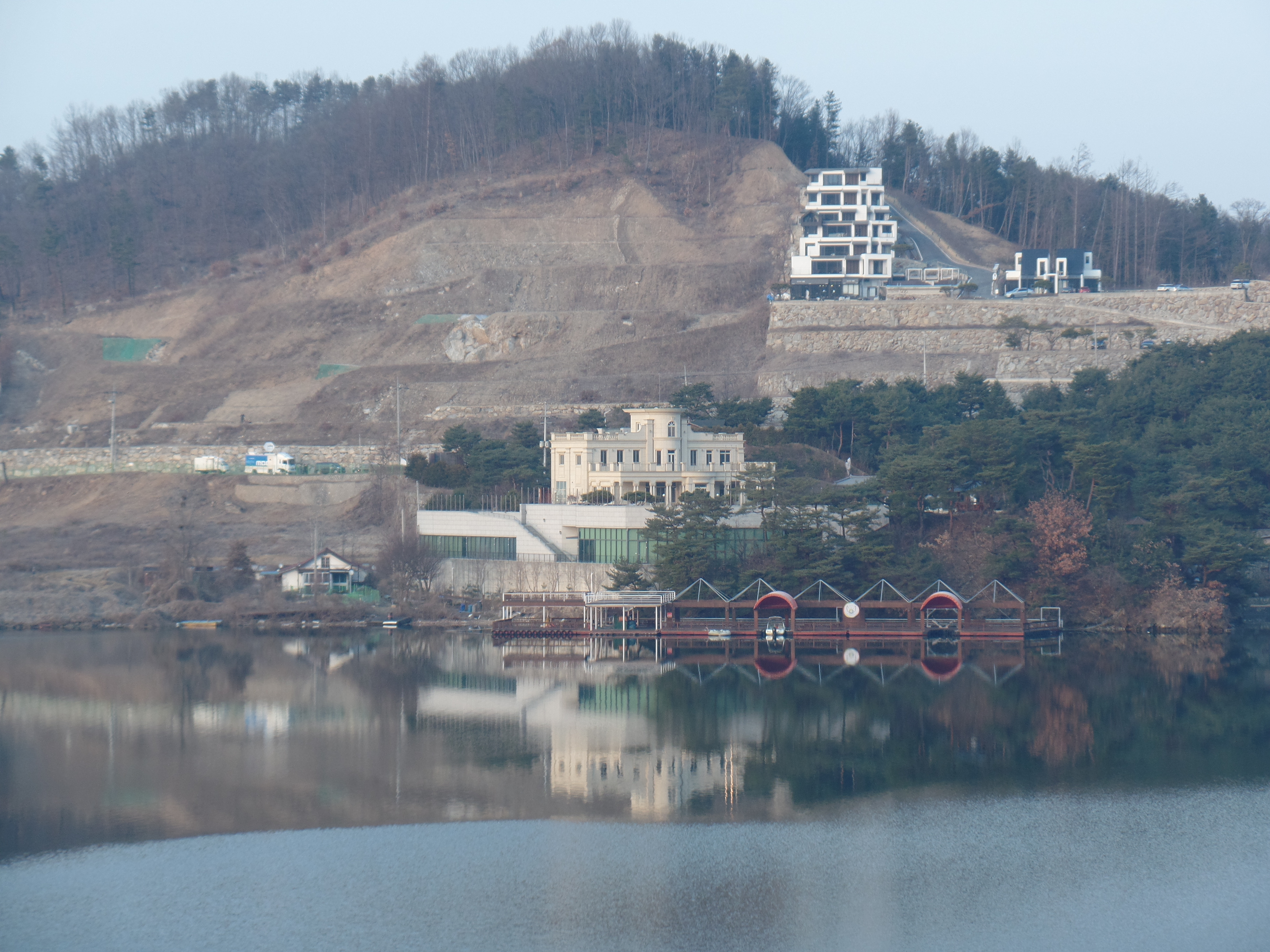
평화의 궁전(경기도 가평군 청평면) 1
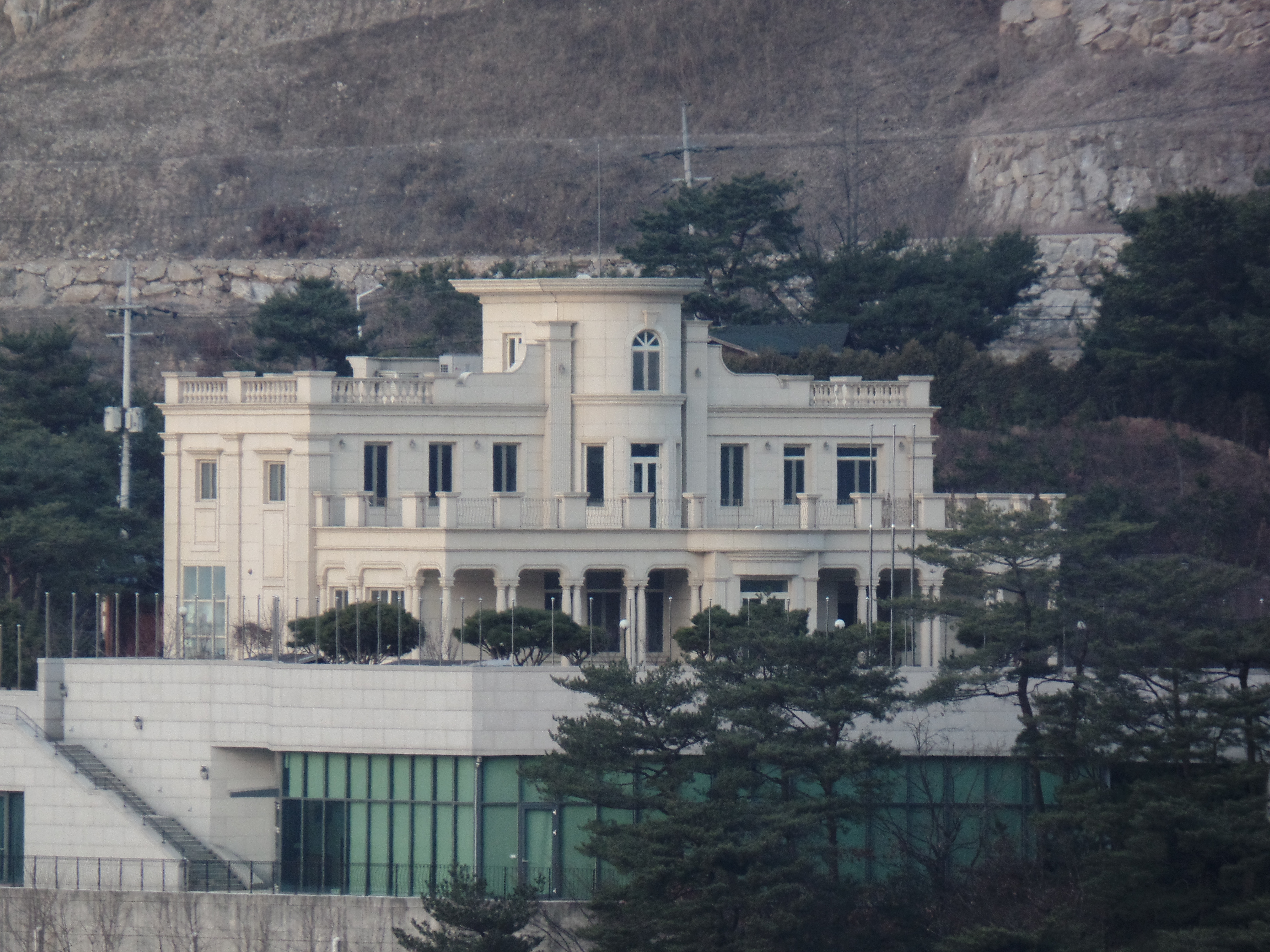
평화의 궁전(경기도 가평군 청평면) 2
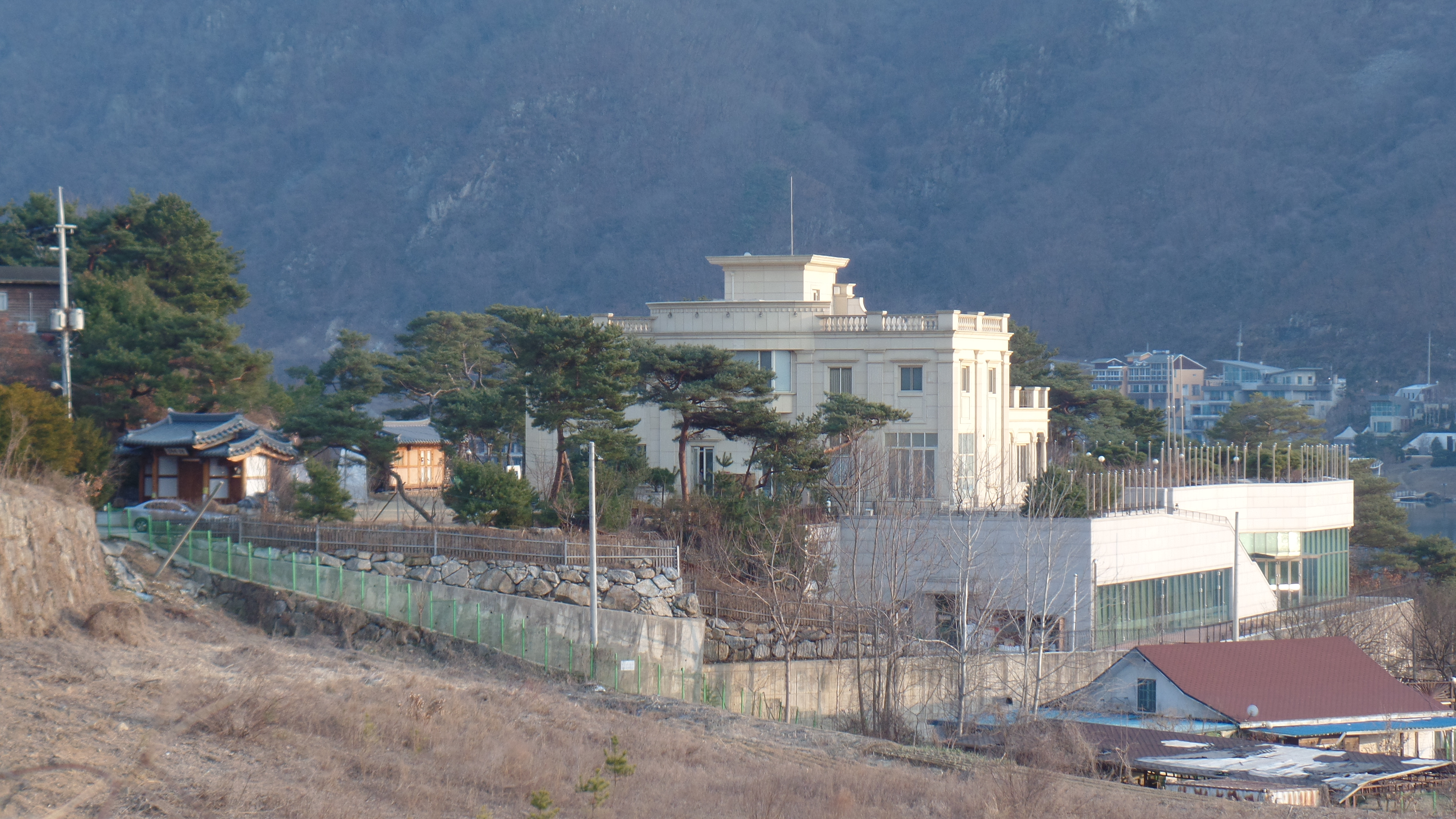
평화의 궁전(경기도 가평군 청평면) 3

## 같이 보기
- 장막성전
- 이만희

## 참고 문헌
- 이만희(1993), (천국비밀) 계시록의 실상, 도서출판 신천지, 국립중앙도서관 소장
- 이만희(2007), 천지창조, 도서출판 신천지